# Gmina Kąty Wrocławskie
Die Gmina Kąty Wrocławskie [kˈɔ̃tɨ vrɔtswˈafskiɛ] ist eine Stadt- und Landgemeinde im Powiat Wrocławski der Woiwodschaft Niederschlesien in Polen. Ihr Sitz ist die Stadt Kąty Wrocławskie (deutsch Kanth) mit etwa 6700 Einwohnern.

## Geographie
Die Gemeinde Kąty Wrocławski liegt in der Schlesischen Tiefebene 20 Kilometer südwestlich des Stadtzentrums von Breslau an der Autobahn A4. Sie wird von den Flüssen Bystrzyca (Weistritz) und Strzegomka (Striegauer Wasser) durchzogen.

## Geschichte
In der Nachkriegszeit nahm die Bevölkerung wegen der Nähe zu Breslau stark zu. Nach der politischen Wende in Polen 1989 investierten viele ausländische Firmen, wie Scania, in der Gemeinde, die vor allem von der Nähe zum Wirtschafts- und Hochschulstandort Breslau sowie dem Anschluss an die Autobahn A4 und der Nähe zum Flughafen Breslau profitieren. Für neue Investitionen stellte die Gemeinde deshalb eine Fläche von 700 Hektar zur Verfügung.

### Städte- und Gemeindepartnerschaften
Kąty Wrocławskie unterhält mit folgenden Orten Partnerschaften:
- Biblis (Hessen) seit dem 29. Juni 2003
- Żerków (Woiwodschaft Großpolen) seit dem 2. Mai 2005

## Sehenswürdigkeiten
- Schloss Gnichwitz in Gniechowice

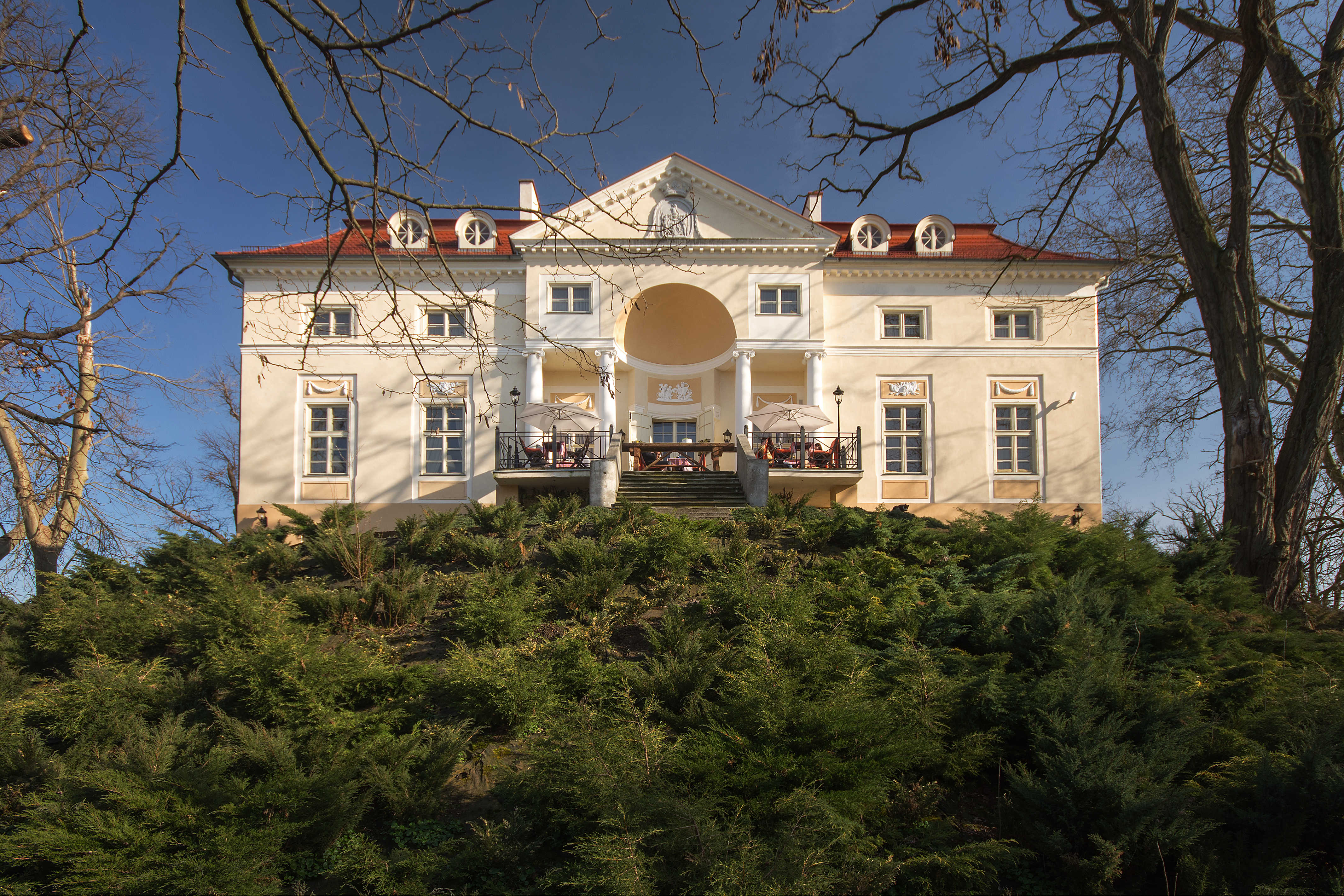
Schloss Romberg

- Schloss Krieblowitz in Krobielowice
- Schloss Romberg in Samotwór

## Gliederung
Die Stadt- und Landgemeinde Kamionna (Kąty Wrocławskie) gliedert sich neben der Stadt in folgende Orte:
- Baranowice-Bliż (Bahra; 1939–1945 Baara)
- Bogdaszowice (Puschwitz)
- Cesarzowice (Blankenau)
- Czerńczyce (Kapsdorf)
- Gniechowice (Gnichwitz; 1937–1939 Yorckschwert, 1939–1945 Altenrode)
- Górzyce (Guhrwitz; 1937–1945 Burgweiler)
- Gądów (Alt Gandau)
- Kamionna (Kammendorf b. Kanth)
- Kębłowice (Kammelwitz; 1937–1945 Kammfeld)
- Kilianów (Landau)
- Kozłów (Koslau; 1937–1945 Kiesgrund)
- Krobielowice (Krieblowitz; 1937–1945 Blüchersruh)
- Krzeptów (Kriptau)
- Małkowice (Malkwitz; 1937–1945 Waldtal)
- Mokronos Dolny (Niederhof)
- Mokronos Górny (Oberhof)
- Nowa Wieś Kącka (Neudorf b. Kanth)
- Nowa Wieś Wrocławska (Polnisch Neudorf; 1939–1945 Neudorf)
- Pełcznica (Polsnitz; 1937–1945 Brückenfelde)
- Pietrzykowice (Polnisch Peterwitz; 1937–1939 Peterwitz, 1939–1945 Petersweiler)
- Romnów (Rommenau)
- Rybnica (Reibnitz)
- Sadków (Groß Schottgau)
- Sadowice (Sadewitz; 1937–1945 Schill)
- Samotwór (Romberg)
- Skałka (Schalkau)
- Smolec (Schmolz)
- Sokolniki (Zaugwitz; 1937–1945 Trutzflut)
- Sośnica (Schosnitz; 1937–1945 Reichbergen)
- Stary Dwór (Althof)
- Stoszyce (Stöschwitz; 1937–1945 Eichdamm)
- Strzeganowice (Paschwitz; 1937–1945 Fuchshübel)
- Szymanów (Simschütz)
- Wojtkowice (Woigwitz; 1937–1945 Albrechtsau)
- Wszemiłowice (Schimmelwitz; 1937–1945 Zweibach)
- Zabrodzie (Zweibrodt)
- Zachowice (Sachwitz; 1937–1945 Martinsgrund)
- Siedlungen:
  - Gniewoszów
  - Różaniec (Rosenvorwerk) und
  - Stradów
- Weiler:
  - Bliż
  - Jaszkotle (Jäschgüttel)
  - Jurczyce (Jürtsch;  1937–1945 Jürgen)
  - Sadkówek (Klein Schottgau) und
  - Zybiszów (Siebischau)

## Persönlichkeiten
- Eberhard von Rothkirch (1852–1911), Mitbegründer des CVJM, geboren in Schottgau.